# 海梅应用科学大学

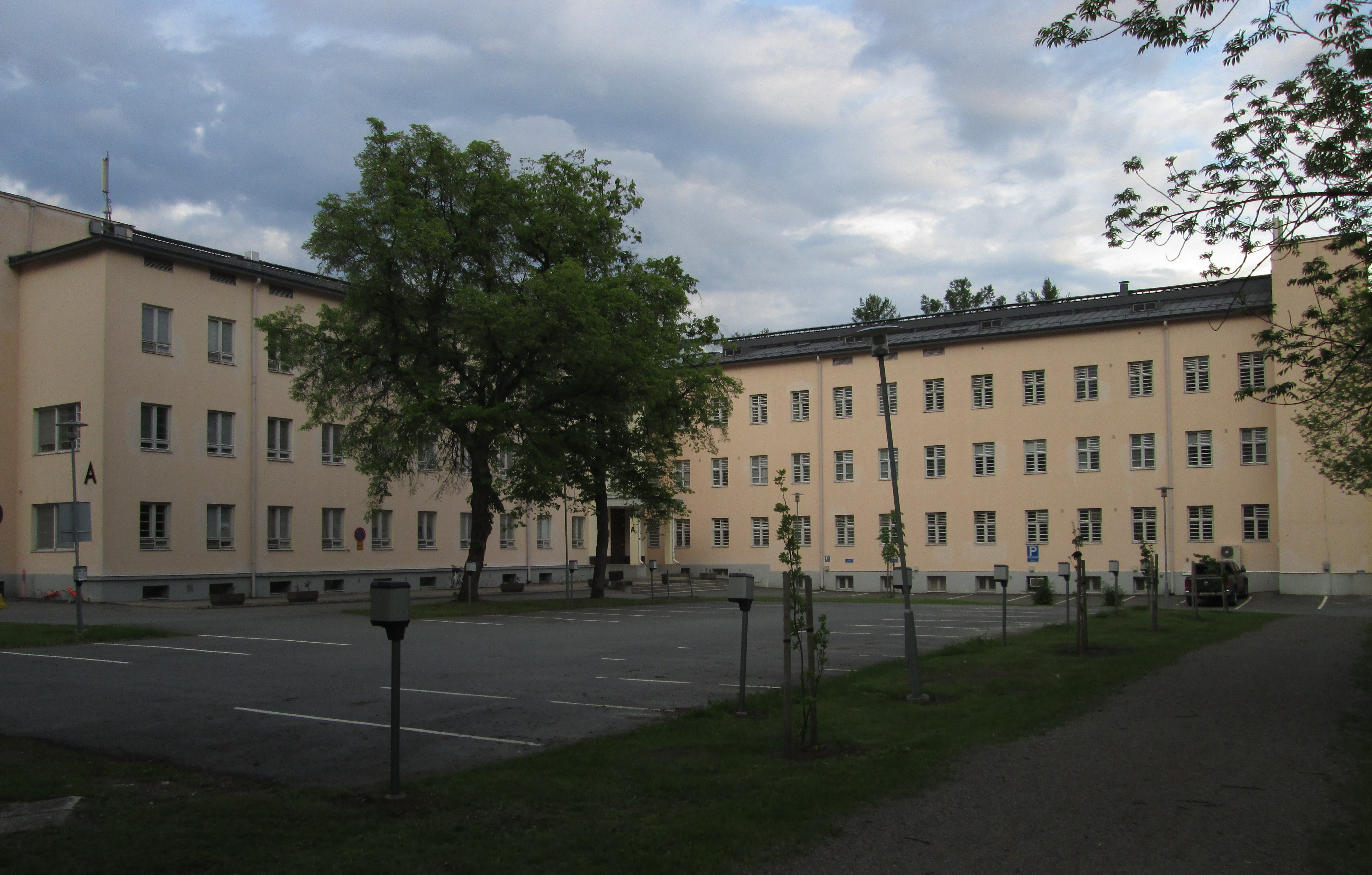
位于海门林纳的教学楼

海梅应用科学大学（芬蘭語：Hämeen ammattikorkeakoulu），是芬兰的一所应用科学大学。该大学由芬兰教育文化部监督及认证，校区分布在芬兰坎塔海梅區和皮尔坎马区各地。该校有29个学士课程项目、13个硕士课程项目及职业师范教育。其中有11个学位项目提供英语教学。学生数量为8000人，教职工700人。